# De Dion-Bouton Type E
La Type E era un'autovettura prodotta nel solo anno 1900 dalla Casa automobilistica francese De Dion-Bouton.

## Storia e profilo

De Dion-Bouton Type E double phaeton

La Type E debuttò alla fine del mese di marzo del 1900 in sostituzione della precedente Type D, dalla quale si differenziava solo per alcuni dettagli, come lo scarico inclinato in basso anziché orizzontale e lo sterzo con leva anziché con un piccolo volante (com'era invece nel caso della Type D). Un'altra differenza stava nell'impianto frenante semplificato: mentre nella Type D erano presenti due comandi, uno per l'albero di trasmissione e uno per il differenziale, nella Type E era presente solo il secondo. Si trattava quindi di una versione semplificata, e quindi più economica, del modello uscente.
Rimase invece invariato lo schema meccanico di tipo "tutto dietro", ossia con motore posteriore e trazione posteriore: solo il radiatore, come anche nella Type D, venne montato a sbalzo sull'avantreno. Il motore rimase sempre il monocilindrico quadro (80 x 80 mm) da 402 cm3 con 3,5 CV di potenza massima. Anche il cambio manuale a 2 marce rimase lo stesso della Type D.
La stragrande maggioranza della produzione della Type E fu con carrozzeria di tipo vis-à-vis, ma alcuni esemplari avevano carrozzeria double phaeton (con entrambe le file di sedili in posizione frontemarcia). La produzione della Type E durò solo pochi mesi: già entro la fine di quello stesso 1900 il modello venne pensionato a favore della Type G.